# Bernd Rosinger
Bernd Rosinger (* 30. August 1989 in Neumarkt in der Oberpfalz) ist ein deutscher Fußballspieler.

## Karriere
Rosinger spielte bis 2009 in Woffenbach. Im Sommer 2009 wechselte er zum SV Seligenporten. In der Saison 2011/12 qualifizierte er sich mit Seligenporten für die neue Regionalliga Bayern und stieg damit in die 4. Liga auf. Im Januar 2013 wechselte Rosinger zur Zweiten Mannschaft des 1. FC Nürnberg. Am Ende der Saison 2012/13 belegte er mit 22 Saisontoren wie auch Markus Ziereis den 2. Platz in der Torschützenliste. Im Januar 2014 verließ er Nürnberg und wechselte zu Wacker Burghausen in die 3. Liga. Sein Debüt in Liga 3 gab er am 1. Februar 2014, dem 23. Spieltag. Beim 1:1 gegen den FC Rot-Weiß Erfurt wurde er in der 80. Minute für Henrich Benčík eingewechselt.
Zur Saison 2014/15 wechselte Rosinger dann von Wacker Burghausen zu den Sportfreunden Lotte in die Regionalliga West. Nach Platz sechs in seinem ersten Jahr stieg er mit den Sportfreunden in der folgenden Saison in die 3. Liga auf. Im Sommer 2018 verließ Rosinger Lotte. Sein neuer Verein ist der in der Regionalliga Südwest spielende FC 08 Homburg. Im Jahr 2019 kehrte er wieder zum SV Seligenporten zurück. Ab der Spielzeit 2021/22 war er Spielertrainer des Vereins. Nach dem Abstieg aus der Bayernliga 2022 folgte der direkte Abstieg aus der Landesliga 2023 in die siebtklassige Bezirksliga Mittelfranken Süd. Dort wiederum auf einem Abstiegsplatz stehend wurde Rosinger im März 2024 entlassen. Seit der Saison 2024/25 ist er Spielertrainer beim SV Pölling in der Kreisliga Neumarkt/Jura Ost.

## Erfolge
- Aufstieg in die 3. Liga 2016
- Westfalenpokal-Sieger: 2015